# 보잉 737 MAX의 이륙 금지 조치
보잉 737 MAX의 이륙 금지 조치(영어: Boeing 737 MAX groundings)는 거의 신형이었던 2대의 보잉 737 MAX 8 여객기가 5개월 사이로 추락 사고가 발생하자 2019년 3월, 전 세계의 항공과 규제 기관들은 2018년 10월 29일 라이언 에어 610편 추락 사고, 2019년 3월 10일 에티오피아 항공 302편 추락 사고로 346명 전원 사망한 이유로 보잉 737 MAX의 이륙 금지 조치를 수행하였다. 에티오피아 항공은 항공기 이륙 금지 조치를 수행한 최초의 항공사였다 (3월 10일 발효). 3월 11일 중국민용항공국은 MAX의 이륙을 금지시킨 최초의 정부 규제기관이었다. 737 MAX의 인증 기관인 미국의 연방항공국은 3월 11일 안전히 비행할 수 있는지에 관해 재차 확인했고, 조치를 취하거나 결론을 내릴 데이터가 없다고 언급하였다. 그 뒤로 이틀 뒤 수많은 항공사들과 정부들은 이 항공기의 운행을 금지하였다. 3월 13일 FAA는 MAX의 이륙 금지를 조치했고 항공 조사에서 새로운 증거를 언급하였다.
737 MAX에만 설치된 새로운 MCAS는 문제가 있는 데이터에 대응하여 비행기의 코 부분을 하향시킨 것으로 의심되었다. 비행 엔지니어들은 해당 시스템이 오직 단일 장애점인 받음각 센서만 사용한 것을 비평하였다. 3월 17일 미국 운수부는 737 MAX의 FAA type certification의 조사를 시작했다. 4월 4일, 보잉은 두 사고에 대해 MCAS의 역할을 인정했으며 의도되지 않은 MCAS 활성화를 막기 위해 소프트웨어 업데이트를 개발하고 있다고 언급하였다.
이 조치에 따라 보잉 737 MAX를 주문한 항공사들은 완성된 기체를 당분간 인도받지 못하게 됐으며, 현재 완성된 기체들은 여러 곳에 보관 중이다. 보잉 737 원메이크 항공사로 유명한 사우스웨스트 항공 역시 보잉 737 MAX 기체들을 따로 보관하고 있으며, 이에 따라 사우스웨스트 항공 역시 손실이 매우 늘어났다.
결국 보잉 본사에서는 2019년 12월 16일 부로 보잉 737 MAX의 생산을 일시중단한다고 발표했으며, CEO인 데니스 뮐렌버그(Dennis Muilenburg)는 며칠 후 전격 해임됐다.
대한민국에서는 2019년 3월에 보잉 737 MAX의 운항이 전면 금지되었고, 2021년 11월 22일부터 운항 재개가 승인됐다.

## 같이 보기
- 보잉 787 드림라이너의 배터리 문제
- 에어프랑스 447편 추락 사고
- 터키항공 1951편 추락 사고